# Franjo Tomašić
Franjo Xaver Tomašić (2. listopada 1761. – Zadar, 12. kolovoza 1831.) hrvatski barun, prvi guverner Dalmacije, Feldmarschalleutnant (podmaršal) u vojsci Habsburške Monarhije i kasnije Austrijskog Carstva. 

## Životopis
Barun Franjo Tomašić, podrijetlom iz plemenite obitelji, je rođen 2. listopada 1761. u Rijeci. U dobi od 15 godina stupio je u Inženjerijsku vojnu akademiju u Beču, odakle je izišao kao jedan od najsposobnijih kadeta, a u 20. godini stupio je kao kadet u Mjernički zbor. Uskoro je postao časnik i iskazao se marljivošću pri izgradnji utvrde Josefsstadta.
Prvi put je svoju hrabrost pokazao u obrani tvrđave La Quesnaua 1793., u kojoj je sudjelovao kao satnik Inženjerijskog korpusa. Francuzi su ga zarobili i osudili na smrt giljotinom, i samo je pad francuske strahovlade spriječio tu drastičnu kaznu. Zalaganjem zapovjednika utvrde pukovnika Becka, barun Tomašić je oslobođen, te je pred samim carem Franjom II. pohvaljen za hrabrost i zasluge u obrani utvrde. Barun Tomašić je 1797. promaknut u čin bojnika inženjerijskog korpusa, a kao znak osobitoga carskog povjerenja dodijeljen je austrijskom veleposlaniku na dvoru ruskog cara Pavla u Petrogradu. No, ondje nije dugo ostao jer je dobio zapovijed da se pridruži postrojbama što ih je Rusija, pod zapovjedništvom generala Aleksandra Vasiljeviča Suvorova, poslala u Italiju kao pomoć protiv Francuske tokom Francuskih revolucionarnih ratova. Barun Tomašić je dodijeljen korpusu generala Franza Serapha von Orsini-Rosenberga, te je sudjelovao u svim događajima toga rata i svugdje se časno i junački ponio. U ratu 1800. dokazao je svoje junaštvo na brijegu Fayle. Toga 11. travnja, u jurišu na talijansku tvrđavu Bochettu, da bi osokolio čete, sam je stupio na njihovo čelo. Vješto ih je i hrabro vodio u napad. No, zadobio je gotovo smrtnu ranu kroz prsa, od koje je teško ozdravio i imao posljedice do kraja života. Za to djelo odlikovan je Viteškim križem Reda Marije Terezije na 68. promociji 30. travnja 1802. i bio promaknut u čin potpukovnika, a potom i pukovnika. Dodijeljen mu je bio i barunat, koji je prenesen i na njegova mlađeg brata Nikolu, tada bojnika. Brat baruna Tomašića je još 1801. promaknut u čin potpukovnika, a 1805. čin pukovnika.
U vrijeme Napoleonskih ratova, 1809., pri opsadi Palmanuove, Franjo Tomašić je dodijeljen glavnom stožeru i 22. kolovoza promaknut u čin general bojnika. Kraj rata dočekao je u Ugarskoj kao zapovjednik Leopoldstadta, te je postavljen u komisiju koja je određivala nove granice između Francuske i Austrije u Hrvatskoj. Nakon toga postao je zapovjednik u Zagrebu, koji je tada bio važna pogranična točka. U ratu 1813. dobio je tešku zadaću da ponovno osvoji Dalmaciju. Na raspolaganju je imao malo ljudi i slaba sredstva. U listopadu 1813. krenuo je s 2.900 vojnika u Dalmaciju. U noći s 29. na 30. listopada zauzeo je s jednom bojnom Ličana pod pukovnikom Popovićem donji grad Knin, te pozvao kninsku tvrđavu na predaju. Tvrđava se predala već sljedeći dan, 31. listopada. U Kninu je bilo mnogo krajišnika u francuskoj službi. Posada je dobila slobodan odlazak. Odatle je krenuo barun Tomašić i već 3. studenog osvanuo pred Zadrom, koji je branio francuski general César Antoine Roize. Opsada je bila uspješna.
Čim je Zadar pao, barun Tomašić je poduzeo sve mjere da osvoji Kotor i Dubrovnik. Poslao je 15. prosinca svog pobočnika generala Bogdana Milutinovića, s dvije bojne krajišnika i jednim eskadronom banderijalnih husara, da zauzme Kotor, Dubrovnik i tvrđavu Norin.
To je sve uspio, a iz Boke kotorske istjerao je Crnogorce koji su je bili zaposjeli. U kratko vrijeme barun Tomašić je iz Dalmacije otpremio sve francuske postrojbe, na čelu s tri generala, kao zarobljenike u Italiju. Za dokazanu vojnu mudrost, a osobito za zasluge pri zauzimanju Zadra nakon petotjedne opsade (1. rujna - 6. prosinca), bio je pohvaljen od samoga cara, u pismu što ga je napisao vlastoručno u Freiburgu 26. prosinca 1813., a nagrađen je Zapovjednički križ Reda Marije Terezije i 8. kolovoza promaknut u čin podmaršala. U znak još jednog priznanja, car je povjerio Tomašiću upravu u osvojenim zemljama, što je on obavljao 18 godina, pomirljivo i razborito. Na tom mjestu proslavio je 4. travnja 1831. pedesetu godišnjicu vojne službe. Barun Tomašić umro je u Zadru 12. kolovoza 1831., ne dočekavši posljednje priznanje cara, koji ga je kratko prije smrti odlikovao Redom Željezne krune I. reda.

### Činovi
- čin Kadett-feldwebel (kadet-narednik) dodijeljen 1781. godine.
- čin Major (bojnik) dodijeljen 1797. godine.
- čin Oberstleutnant (potpukovnik) dodijeljen 1802. godine.
- čin Oberst (pukovnik) dodijeljen 1804. godine.
- čin Generalmajor (general-bojnik) dodijeljen 1809. godine.
- čin Feldmarschalleutnant (podmaršal) dodijeljen 1813. godine.

### Odličja
- Viteški križ Reda Marije Terezije (Ritter des Militär Maria Theresien Ordens)[2]
- Zapovjednički križ Reda Marije Terezije (Kommandeur des Militär Maria Theresien Ordens)[2]
- Red Željezne krune I. reda (Ritter I. Klasse des Orden der Eisernen Krone)[2]